# Яхбулон
Яхбулон (или Ябулон) (англ. Jahbulon) — слово, которое исторически используется в некоторых масонских ритуалах Королевской арки Йоркского устава.
Всегда было много споров по поводу происхождения и значения этого слова. Не существует единого мнения даже среди масонских исследователей, о его смысле или легитимности: один масонский ученый утверждает, что слово впервые появилось в начале 18 века в ритуале Королевской арки, как аллегорическое имя исследователя, который был в поисках руин Храма царя Соломона, другой масонской ученый считает, что это описательное имя Бога на иврите; наиболее распространенное масонское объяснение, что это слово получено в результате слияния частей имени Бога из различных исторических языков.
Немасонских авторов, особенно тех, кто с антимасонских позиций утверждает, что это масонское имя Бога, и даже имя уникального «масонского Бога», несмотря на неоднократные заявления различных деятелей масонства, что "не существует отдельного масонского Бога ", ни отдельных подходящих наименований для божества в любом из направлений масонства. Именно эта интерпретация «масонского Бога» и привела к дискуссии и осуждению масонства в нескольких религиозных группах. В Англии нет ритуала, который содержал бы имя и находился в официальном масонском использовании с февраля 1989 года.

## Использование

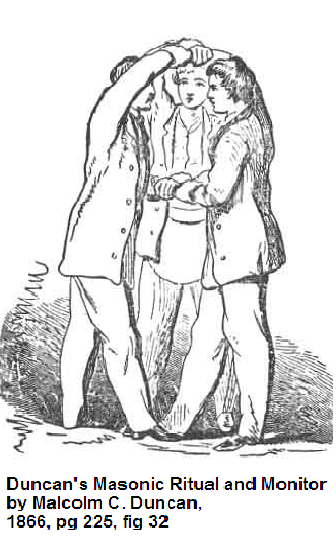

### Масонское
Согласно масонскому историку Артуро де Ойосу, слово яхбулон было впервые использовано в 18 веке, в начале французских степеней Королевской арки. Это касалось масонской аллегории, в которой был Яхбулон, как имя исследователя во времена Соломона, который обнаружил руины древнего храма. В развалинах он нашёл золотые пластины, на которых было выгравировано имя Бога (Иеговы).
В масонских «Наставлениях к ритуалам Дункана», опубликованных в середине 19-го века, Малькольм Дункан использует слово как признак пароля во время его исполнения в степени Королевской арки, а в сносках указывает, что слово представляет собой комбинацию священных имен . Тем не менее, спор о ритуалах Дункана до сих пор продолжается. Некоторые масонские авторы утверждают, что даже если ритуал Дункана аутентичен, то это либо устаревшее толкование либо оно было заменено на другое объяснение.

### Растафари
Было высказано предположение, что растафарианское слово бога Джа, происходит от термина Яхбулон, хотя имя Джа появляется в Библии Короля Якова в Псалме 68:4. Уильям Дэвид Спенсер, в Опасениях Иисуса, предполагает, что Арчибальд Данкли и Джозеф Натаниэль Хибберт были среди проповедников, которые вдохновили движение Растафари, и что оба были членами «Древнего мистического ордена Эфиопии», братские порядки которого легли в основу масонства Принса Холла. Спенсер считает, что некоторые особенности движения Растафари были взяты из этой системы, в том числе название «Джа», от слова Джа-Бул-Он.

## Примеры интерпретации слова на основе его слога
По словам преподобного Кэнона Ричарда Тайдмана, в обращении к главе Верховного великого капитула Англии 13 ноября 1985 года, слово соединяется тремя слагаемыми на иврите:
יהּ (Ях, Я есмь, что указывает на вечное существование),
בּעל (b’el, на высоту, в небесах) и
און (на, прочность); произнося три аспекта или качества Божества, а именно вечное существование, трансцендентность и всемогущество, и приравнивание к «истинному и живому Богу — Всевышнего — Всемогущего».
По словам Стивена Найта, соавтора Уолтона Ханны, слово представляет собой соединение имени трёх богов, которым поклонялись в древнем Ближнем Востоке.
ЯХ (=ЯХВЕ)
БААЛ
В книге Бытия, в Библии (в «Потифаре священника ОН»), подразумевали в древние времена, что это имя Осириса (но сейчас известно египтологам, что это форма еврейского древнеегипетского названия города Гелиополь).

## Критика слова и его использования
Большая часть доступных материалов, в которых обсуждается слово Яхбулон не рассматривают административные и юридические различия дополнительных степеней. Королевская арка, как высшая степень в масонстве, в некоторых местах она составляет часть Йоркского устава, а в других, это независимый орган. Чтобы иметь право вступить в дополнительные степени масонства необходимо было сначала стать мастером-масоном. Капитул Королевской арки полностью отделён от символического масонства. Самое главное, что каждая масонская организация является суверенной только в своей юрисдикции, и не имеет никаких полномочий в любой другой юрисдикции. Это означает, что нет никакой стандартизации в отношении слов, знаков, прикосновений, или любых других масонских «тайн».
Уолтон Ханна заявил в своей книге «Видимая тьма», что толкование Яхбулон, как имени Бога испорчено высказываниями Альберта Пайка — суверенного великого командора Верховного совета южной юрисдикции ДПШУ, который, когда он впервые услышал это имя, назвал его смешанным словом, частично состоящим из обращения дьявола .
Англиканская церковь в отчёте о совместимости масонства и церкви сделала выводы, в которых возражения основаны на шести пунктах. Одним из таких пунктов была рыцарская интерпретация Яхбулон; "Яхбулон, имя описывающее Бога, которое появляется во всех ритуалах и является кощунственным, поскольку оно представляет собой смесь имён языческих божеств. В действительности, использование термина поминает имя Бога всуе… "Такое толкование слова, как в рыцарской интерпретации, привело некоторые церкви к тому, чтобы включить его в качестве своего оправдания для возражений против масонства. Эти церкви заявляют, что не согласны с рядом других аспектов масонства, а это демонстрирует, что масонство является несовместимым с их религиозной философией.
Они заявили, что утверждения о «масонском Боге» «доказывают», что степени Королевской арки, и как следствие всё масонство — несовместимо с христианством Южная баптистская конвенция говорит об этом, как о концепции, которая несовместима с христианством.
Некоторые общины христиан занимают позицию, что Яхбулон это имя языческого масонского бога, и что это, следовательно, нарушает вторую заповедь: «не будет у тебя других богов пред лицом Моим».
Рыцарское толкование также вносит свой вклад в утверждение, которое возникло в 1987 году, что существует связь между масонством и Даджалем — мусульманским эквивалентом Антихриста. Отсылка Дэвида Миса Пидкока, британского новообращённого, широко распространяется в интернете после событий 11 сентября 2001 года. Мусульманская группа Миссия Ислама, утверждает на своем сайте, что на основе рыцарской интерпретации, масоны тайно поклоняются Богу-Дьяволу, известному как Яхбулон.